# عدنان بيريجيك
عدنان بيرجيك (بالتركية: Adnan Biricik) ممثل تركي معروف ولد في 9 حزيران 1959

## حياته
اكمل دراسته الثانوية في إسطنبول ثم ترس في جامعة الترخيص ثم انتقل للعيش في انقرة

## مسلسلاته
- Racon>
- Kızılelma

Bitmesin*
حقوق الشكوك
- وادي الذئاب
- الأكاذيب البيضاء
- دموع الشيطان
- شهناز جمال تانجو الأمل
- ميمون
- المنظمة

## روابط خارجية
- http://www.sinematurk.com/kisi/7932/Adnan-Biricik